# John Cassavetes
Vous lisez un « article de qualité » labellisé en 2008.
Pour les articles homonymes, voir Cassavetes.
John Cassavetes, né le 9 décembre 1929 à New York et mort le 3 février 1989 à Los Angeles, est un acteur, scénariste et réalisateur américain.
Il commence sa carrière comme comédien. Il endosse plusieurs rôles d'abord au théâtre, puis à la télévision, dans des séries télévisées dont la plus connue est Johnny Staccato. Sa notoriété grandit lorsqu'il décide de passer au cinéma, notamment dans Face au crime (Crime in the streets) de Don Siegel. Mais c'est surtout derrière la caméra, en tant que cinéaste, que John Cassavetes va se distinguer. En 1959, il réalise Shadows, tournant avec une troupe d'amateurs et avec ses propres moyens. Le film engage le réalisateur et le cinéma américain dans la voie de l'indépendance. En rupture avec l'industrie hollywoodienne avec laquelle il a une courte et décevante expérience, son cinéma évolue vers un style qui lui est propre. Faces, Une femme sous influence, Opening Night continuent à s'inscrire dans une dynamique de cinéma indépendant. Il libère le jeu d'acteur qu'il place au centre de son dispositif cinématographique et focalise son œuvre sur la classe moyenne américaine.
Ses films révèlent le talent de son épouse Gena Rowlands et de plusieurs de ses amis tels que Peter Falk ou Ben Gazzara. C'est un cinéaste-auteur reconnu pour son style personnel accordant une importance cruciale aux acteurs. Il laissait en effet une grande marge de manœuvre aux comédiens lors des répétitions et modifiait le script en conséquence, ce qui a trop souvent amené le public et la critique à penser que l'improvisation est utilisée systématiquement dans tous ses films. Il va marquer les générations suivantes de réalisateurs américains.

## Biographie

### Débuts de carrière

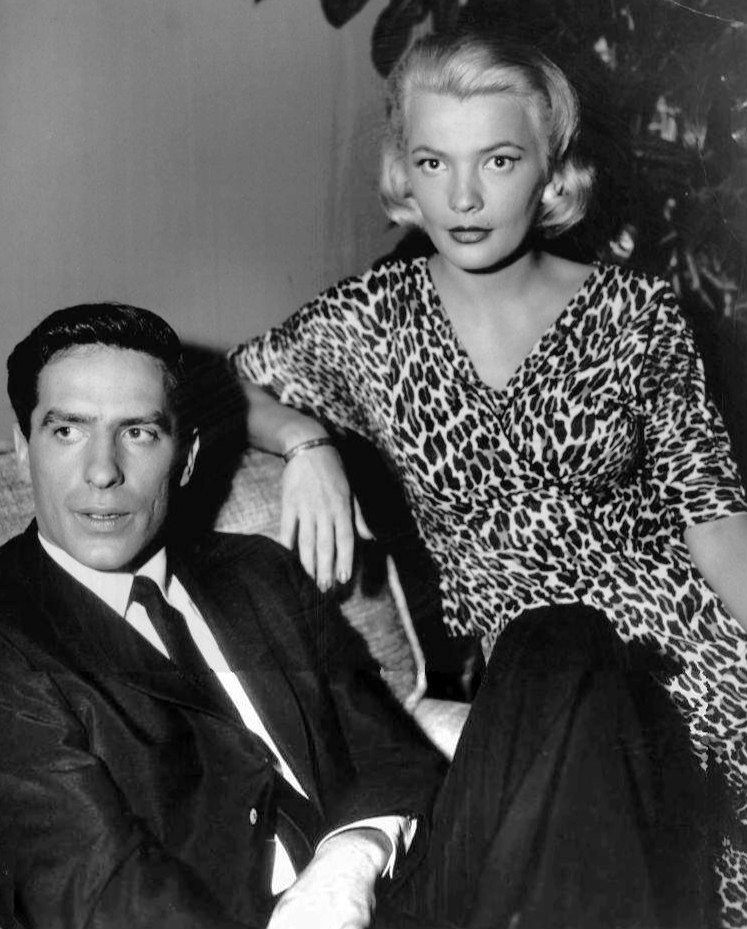
Cassavetes et Gena Rowlands à l'époque de la série télévisée Johnny Staccato en 1959.

John Cassavetes naît à New York dans une famille d'origine grecque ; son père, originaire du Pirée, a immigré aux États-Unis à l'âge de onze ans. Il passe une enfance heureuse et fréquente dans sa jeunesse les salles obscures en compagnie de son frère. Peu intéressé par les études supérieures, poussé par ses camarades, il s'inscrit à des études d'art dramatique à l'American Academy of Dramatic Arts, au début des années 1950. Cette école, considérée comme prestigieuse, est alors très imprégnée des méthodes en vogue de l'Actors Studio. Le jeu d'acteur de Cassavetes ainsi que plus tard sa direction sont influencés par les enseignements de Lee Strasberg, notamment la culture d'une relation étroite entre le comédien et son personnage. Ses études terminées, il part deux ans en tournée et travaille un temps sur Broadway. Il rencontre à la sortie d'une représentation une jeune comédienne, Gena Rowlands, qu'il épouse en 1954. Le couple aura trois enfants — Nick, Alexandra et Zoe ; tous trois poursuivront une carrière cinématographique.
L'acteur abandonne assez vite les planches pour le petit écran. Ses premières apparitions sont essentiellement dans des seconds rôles dans des séries. Il participe à des drames télévisés parmi lesquels les émissions populaires The Philco television Playhouse, The Goodyear Television Playhouse ainsi que Kraft Television Theatre, qui sont des retransmissions (parfois, en direct) de pièces de théâtre. À cette époque, la télévision américaine est déjà un média de masse. Les chaînes entreprennent de monter des programmes auto-produits qui leur permettent de se hisser au niveau du théâtre et du cinéma, et d'acquérir ainsi leurs lettres de noblesse. Ces émissions ont contribué à ce qui a été appelé « The Golden Age of Television » (l'Âge d'or de la télévision) aux États-Unis et qui sont vues par certains comme des programmes d'anthologie dans l'histoire audiovisuelle américaine. Plusieurs comédiens qui sont ensuite devenus célèbres, tels Eli Wallach, Grace Kelly ou encore James Dean, y ont également fait leurs premières armes. Ces productions exigeantes sur le plan professionnel marquent le début de carrière de John Cassavetes. Le travail qu'il y accomplit participe à la maturation de son jeu d'acteur. Sa collaboration avec la télévision, les liens qu'il y tisse sont plus profonds et constants que dans le théâtre auquel il ne revient que dans les années 1980.
Repéré lors de l'une de ses prestations télévisées, Cassavetes décroche en 1956 un premier rôle au cinéma dans Face au crime (Crime in the Streets) de Don Siegel puis dans L'Homme qui tua la peur (Edge of the City) de Martin Ritt aux côtés de Sidney Poitier. C'est à cette occasion qu'il se familiarise avec la mise en scène cinématographique. Les deux films lui valent aussi une certaine notoriété qui lui permettra par la suite d'obtenir des engagements qui le sortiront bien souvent de ses déboires financiers. La même année, avec un ami, Bert Lane, il monte à New York un atelier d'enseignement théâtral : le Variety Arts Studio. Les cours s'adressent initialement à des semi-professionnels, puis s'ouvrent largement à tout le monde. On y privilégie l'improvisation, le travail de groupe ; l'ambiance y est studieuse. Bientôt Cassavetes éprouve le besoin de pousser davantage son expérience artistique ; fort de son expérience cinématographique en tant que comédien et fort du travail accompli dans son enseignement, il décide de passer à la réalisation : il délaisse la direction de l'atelier théâtral pour se consacrer au tournage de Shadows.

### L'expérienceShadows

#### Contexte, tournage du film

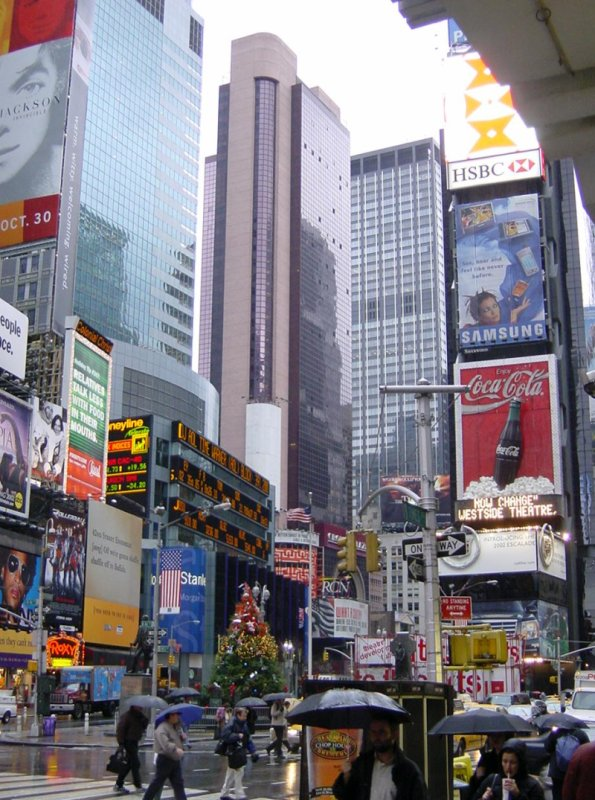
Times Square à New York (déc. 2001), décor de la scène finale de Shadows. Pour le réalisateur qui y est né, la métropole et ses rues constituent une ambiance à part entière du film. Il y reviendra tourner Opening Night et Gloria.

John Cassavetes commence sa carrière de cinéaste en 1958 par un coup de maître. Shadows procure au réalisateur une renommée internationale, surtout en Europe. Shadows, et plus tard Connection de Shirley Clarke, font partie de cette époque où quelques œuvres à petit budget, tournées en décors naturels, avec des comédiens inconnus, apparaissent soudainement pour s’inscrire en marge d’un cinéma américain saturé de lourdes et très ambitieuses productions. Cette nouvelle vague new-yorkaise provoque un appel d’air dans le cinéma national. On évoque alors l’émergence d’une « nouvelle école de New York » ou d’un « cinéma vérité ».
Le film naît dans la spontanéité et l'improvisation. Un soir de 1958, Cassavetes est invité à une émission de radio et lance une campagne de fonds pour financer un film dont l'idée lui est venue d'une séance d'improvisation qui s'est déroulée l'après-midi même dans son école de théâtre. L’histoire de Shadows est celle d’un petit groupe de jeunes noirs et métis confrontés à la discrimination raciale. Les personnages cherchent à échapper au clivage social imposé par leur couleur de peau. Au départ, le réalisateur n'a en tête qu'une vague intrigue. Il travaille deux semaines avec ses comédiens à élaborer des personnages et ce faisant une histoire qui se construira au fil du tournage qui dure quatre mois. L'impulsion de départ devient un état d'esprit, la spontanéité est la ligne directrice du film. Les comédiens improvisent, tout comme le jazzman Charles Mingus qui signe la bande originale. Cassavetes estime que les acteurs au cinéma sont bridés par les marques au sol qui permettent de veiller à ce qu'ils se situent bien dans le cadre et soient convenablement éclairés. Pour rendre le jeu des comédiens encore plus libre, il supprime les marques et impose à la caméra qu'elle les suive dans leurs mouvements. Le metteur en scène n'hésite pas non plus à intégrer à l'équipe technique des personnes qui n'ont pas la moindre expérience cinématographique. Al Ruban, qui par la suite sera chef opérateur de plusieurs de ses films, n'a, à cette époque, aucun métier. Seymour Cassel, futur interprète en titre de plusieurs films de Cassavetes, sert d'homme à tout faire, s'empare du cadre et sera bombardé distributeur. Cassavetes compte avant tout sur l'émulation et l'engagement de chacun dans le travail créatif.
Travail collectif, comédiens libres de leur mouvement, dialogues élaborés à partir d'improvisations, Shadows contient d'ores et déjà les traits caractéristiques du style de Cassavetes. Ce premier film pose aussi les bases des futurs scénarios de l'auteur. Les personnages sont des hommes ou femmes issus de la classe moyenne américaine qui mènent une vie ordinaire – et, de fait, le racisme ordinaire dénoncé par le film ne dit pas son nom. Autre élément récurrent dans l'œuvre du cinéaste, il s’agit d’une chronique sans dénouement. On suit les personnages le temps d’un épisode de leur vie et on les quitte sans chute dramatique, sans retournement de situation, sans conclusion : Ben, l’un des trois héros du film, disparaît simplement dans les rues de New York, le menton enfoncé dans son blouson. Une fin qui tranche avec les épilogues traditionnels du cinéma américain.

#### Accueil du film
Shadows mettra du temps à trouver son public. C'est qu'avant d'être un film, il s'agit surtout d'un travail expérimental pour le réalisateur ; aucune distribution commerciale n'est envisagée. Le film est tout de même projeté à la fin de l'année 1958 au cinéma Le Paris, à New York. En dépit d'une représentation désastreuse aux dires du cinéaste, l'évènement est relayé par la revue new-yorkaise Film Culture dirigée par Jonas Mekas, critique et réalisateur indépendant qui s'enthousiasme pour le film. Cependant, John Cassavetes n'est pas *satisfait de son œuvre. Il décide de reprendre le montage et s'accorde dix jours de tournages supplémentaires. Il ajoute des séquences et remanie l'histoire. La nouvelle version de Shadows qui demeure à ce jour la seule visible — la première étant interdite par Gena Rowlands, héritière de son époux — contribue à endetter encore davantage le jeune cinéaste qui attend son premier enfant (Nick Cassavetes, futur réalisateur). Il accepte donc de jouer le rôle d'un détective privé dans une série télévisée, Johnny Staccato. Cette production tournée dans la pure tradition du film noir obtient à son corps défendant, une certaine popularité. Il réalisera d'ailleurs lui-même cinq épisodes et contribuera à l'écriture de plusieurs des scénarios.
Pour autant, Shadows poursuit son parcours. Grâce à Seymour Cassel, envoyé en mission en Europe pour vendre le film, il est d'abord projeté au National Film Theater de Londres, puis à la Cinémathèque française, et remporte le prix de la critique Pasinetti au Festival de Venise en 1960. Il trouve finalement un distributeur britannique, la Lion International Films (également distributeur du Troisième Homme de Carol Reed), qui va lui permettre d'être exploité internationalement.
La renommée grandissante du jeune réalisateur intéresse Hollywood et les majors du cinéma américain qui l'embauchent pour réaliser un nouveau film. Il quitte New York pour Los Angeles — plus précisément pour Beverly Hills où il s'installe avec sa famille. Il réalisera pour les studios deux longs métrages : Too Late Blues (traduit en français par La Ballade des sans-espoir, 1961), et Un enfant attend (A Child Is Waiting, 1963).

### La parenthèse Hollywood

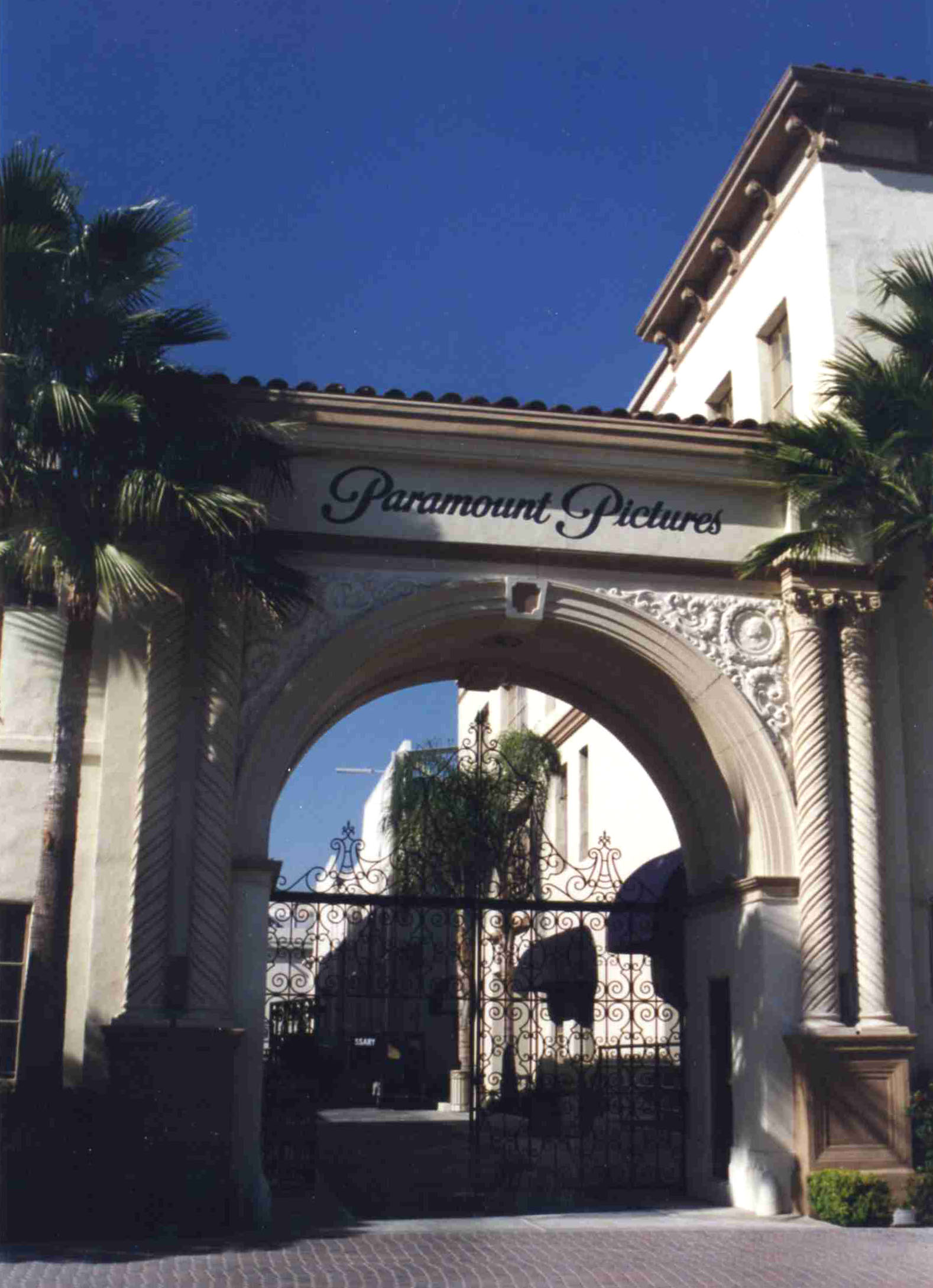
Cassavetes signe avec Paramount, l'une des firmes les plus illustres du cinéma américain. Ce qui aurait pu être le point culminant de sa carrière, sera un échec. Le réalisateur ne parviendra pas à s'intégrer à l'industrie hollywoodienne.

Conçu dans un cadre plus professionnel, Too Late Blues, produit par la Paramount Pictures, ne se dépare pas toutefois d'une certaine continuité par rapport à Shadows. Il en reprend la thématique du jazz et de son interprétation (certains des protagonistes de Shadows étaient déjà musiciens) ainsi que la thématique de la communauté et la place de l'individu en son sein. Le scénario raconte la dérive d'un pianiste de jazz, d'abord leader d'un ensemble, son exil dans la déchéance et puis son retour ; il est cosigné par Richard Carr, auteur de séries télévisées et notamment de Johnny Staccato. La mise en scène est toutefois moins réaliste, plus sobre aussi que la première œuvre du réalisateur. Le succès n'est pas au rendez-vous et Cassavetes est déçu de sa collaboration avec la Paramount qui elle-même ne s'enthousiasme pas pour le film. Le réalisateur estime avoir dû composer avec l'administration hollywoodienne peu disponible, durant toute la production.
L'été 1962, par le biais de son ami Everett Chambers — qui a joué dans Too Late Blues —, Cassavetes obtient de réaliser deux épisodes de la série The Lloyd Bridges Show : A Pair of Boots et My Daddy Can Lick Your Daddy. L'émission repose sur le comédien Lloyd Bridges, alors vedette du petit écran. Cette forte personnalité n'a plus rien à prouver : scénaristes et réalisateurs ont toute latitude dans l'élaboration des épisodes. Parmi les sujets qui lui sont proposés, il fait le choix d'aborder des genres prisés par Hollywood : un film de guerre et un film de boxe. My Daddy Can Lick Your Daddy oppose un boxeur prétentieux que son propre fils va provoquer en duel. A Pair of Boots se déroule pendant la guerre de Sécession ; les deux camps usés par le conflit, décident de faire une trêve qui va être rompue par un sudiste qui entreprend de voler une paire de bottes au camp adverse. Cassavetes est plus particulièrement satisfait de cet épisode ; il est d'ailleurs consacré par un prix Peabody - récompense américaine décernée annuellement depuis 1948 aux programmes télévisuels. Produit dans un environnement favorable au réalisateur, il s'agit là de la seule expérience positive du cinéaste au sein de l'industrie hollywoodienne.
Toujours sous contrat avec la Paramount, Cassavetes et Richard Carr préparent un autre long métrage : The Iron Men. Le film a pour sujet une escouade aérienne de soldats noirs pendant la Seconde Guerre mondiale avec Sidney Poitier dans le premier rôle ; Burt Lancaster est aussi pressenti. Le projet néanmoins s'étiole et tourne court comme sa relation avec la major. En 1963, il est sollicité par Stanley Kramer pour le compte de United Artists. Ce dernier est à cette époque la coqueluche du milieu. Producteur charismatique du train sifflera trois fois de Fred Zinnemann et d'Ouragan sur le Caine d'Edward Dmytryk, Stanley Kramer vient de réaliser Jugement à Nuremberg (Judgement at Nuremberg, 1962), pour lequel il a remporté le Golden Globe du meilleur réalisateur. La distribution de cette super production contenait une pléiade de célébrités dont Burt Lancaster et Judy Garland. Les deux acteurs rempilent pour Kramer, cette fois producteur, dans Un enfant attend dont il confie la réalisation à Cassavetes.
Un enfant attend traite du thème de l'autisme. Cassavetes part en repérages avec le scénariste Abby Mann, visiter des instituts, rencontrer des enfants handicapés mentaux, des parents et dialoguer avec des spécialistes. Le réalisateur prend très à cœur son travail. Le tournage fini, Stanley Kramer l'évince pourtant du montage et termine le film à sa place. La collaboration entre les deux hommes va dégénérer et le film sera, à sa sortie, renié par Cassavetes. Le réalisateur a fait valoir, à ce sujet, des intentions parfaitement opposées qui expliquent son désaccord avec la version définitive. Il cherchait à montrer les enfants autistes comme des enfants normaux qui vivent dans l'ostracisme à cause du regard que la société porte sur eux ; selon lui, la vision du film et de Kramer consiste, au contraire, à ne considérer cette différence que du point de vue de la société et des efforts qu'elle investit au travers des instituts pour les ramener à elle. L'incident marque durablement le réalisateur et il n'aura pas de mots trop durs pour évoquer Stanley Kramer et le film par la suite. Cette expérience avec les majors fera d'ailleurs l’objet d’une peinture plutôt acerbe et qui en dit long sur les rapports alors entretenus avec Hollywood, dans son œuvre Meurtre d'un bookmaker chinois (1976). L’acteur Ben Gazzara, alter ego de John Cassavetes, y campe un directeur de cabaret de seconde zone qui, acculé à des problèmes d’argent, et pour permettre à son cabaret de survivre, accepte d’assassiner un bookmaker pour le compte de la mafia.
Le cinéaste va définitivement décider de s'affranchir du système pour produire ses propres réalisations. Fermement résolu à ne plus faire appel à des capitaux qui pourraient nuire à sa liberté de création, Cassavetes décide de produire lui-même ses films comme l’avait été Shadows. Ils seront tournés dans la maison familiale, ou celle de ses parents ou de proches. Les acteurs seront des amis, des membres de la famille ou des amateurs. Après quelques engagements comme comédien, il réunit assez d’argent pour réaliser Faces.

### Indépendance

#### Faces, le retour aux sources

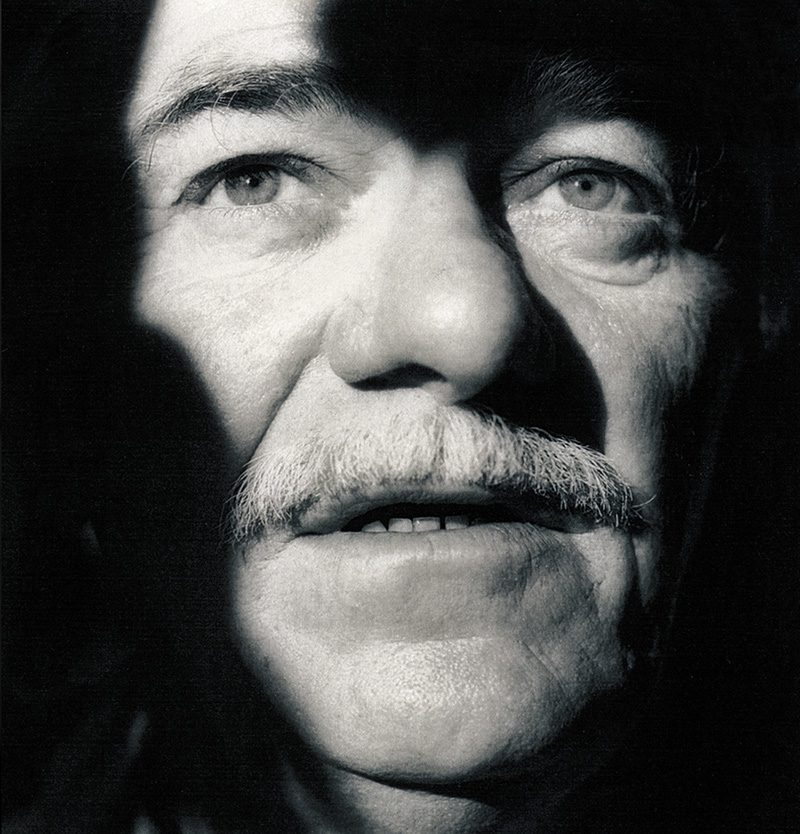
Portrait de Seymour Cassel, 2006. Ami fidèle de John Cassavetes depuis ses premiers pas dans la réalisation avec Shadows, Seymour Cassel incarne Chet dans Faces et Seymour Moskowitz dans Minnie et Moskowitz. Il viendra souvent au secours du cinéaste en l'aidant à produire et à distribuer ses films.

Cassavetes opère un retour aux sources : 

« Je n'avais pas fait de film personnel depuis Shadows, en 1959, qui fut l'une des expériences les plus heureuses de ma vie. Son souvenir ne m'a jamais quitté, pendant tout le temps où je faisais semblant de devenir un grand metteur en scène hollywoodien. »

Fin 1964, il écrit Faces d'abord pour le théâtre puis décide de le transformer en script pour le cinéma. Le projet est ambitieux, retouché à plusieurs reprises, le scénario final atteindra deux-cent cinquante pages. Le film suit la dérive d'un couple d'âge mûr en panne, dans leur aventure extraconjugale. Richard s'en va passer la nuit avec une prostituée tandis que sa femme, Maria, se laisse entreprendre par un séducteur dans une boîte de nuit. L'intention du réalisateur est de dénoncer la superficialité des relations entre époux, l'absence de communication qui règne dans les ménages de la classe moyenne américaine. Le tournage débute en 1965 après trois semaines de préparation, sans financement extérieur. Le réalisateur revient à la méthode artisanale de Shadows, l'expérience en plus. Il n'est plus question d'improvisation ; tous les dialogues sont scrupuleusement rédigés. En revanche, Cassavetes laisse libre cours aux acteurs pour les interpréter de la façon dont ils le souhaitent, quitte à modifier certaines répliques au besoin. La distribution réunit John Marley, apparu dans A Pair of Boots, Lynn Carlin dont c'est le premier rôle au cinéma, Gena Rowlands — qui a déjà joué sous la direction de son mari dans Un enfant attend — et Seymour Cassel. Plus encore que dans Shadows, le jeu d'acteur est le pilier du film. Cassavetes n'hésite pas à suspendre le tournage pour de nouvelles répétitions. La durée des prises de vues elle-même se met au diapason des interprètes — le cinéaste pouvait laisser la caméra tourner jusqu'à ce que le rouleau de pellicule soit arrivé à son terme.
Le tournage de Faces prend six mois, le montage qui s'ensuit dure trois ans. Il a lieu dans la maison même du couple Cassavetes-Rowlands. Au dérushage des 150 heures de prises de vues, s'ajoutent les déboires techniques, notamment une bande son qu'il faudra quasiment reconstituer bout à bout faute d'une vitesse d'enregistrement suffisante. Cassavetes exécute un premier montage avec l'aide de jeunes stagiaires inexpérimentés. Insatisfait de cette version, il confie le travail à son acolyte coproducteur et chef opérateur, Al Ruban. La post-production se poursuit tandis qu'il enchaîne divers rôles en tant que comédien pour renflouer le film.
Il joue ainsi sous la direction de Roman Polanski dans Rosemary's Baby (1968), aux côtés de Mia Farrow, un film d'horreur qui va populariser le réalisateur. Cassavetes ne laisse pas à Polański un souvenir impérissable. L'acteur, selon lui, n'a pas su trouver ses marques et joue du Cassavetes. De son côté, Cassavetes considère le film comme un film commercial, « un ustensile planifié sur commande ». À sa décharge, l'homme est alors en plein montage de Faces. Le temps qu'il ne passe pas sur le tournage de Rosemary's Baby est consacré au travail sur son film avec Al Ruban. Il incarne avec plus de succès une petite frappe meurtrière, un an plus tôt, dans Les Douze Salopards (The Dirty Dozen, 1967) de Robert Aldrich. Le film est une réussite commerciale. Son interprétation est saluée par deux nominations, l'une aux Oscars, l'autre aux Golden Globes, pour ce second rôle.
Faces est achevé en 1968. Le film recueille un plébiscite. Il est sélectionné à la Mostra de Venise dans la catégorie meilleur film et meilleure interprétation masculine — John Marley décroche cette dernière récompense. Il est aussi sélectionné aux Oscars dans trois catégories. Le succès ne va pas sans provoquer l'ire de la guilde des acteurs. Le puissant syndicat n'admet pas que le tournage n'ait pas reçu son aval. Son président, Charlton Heston, va jusqu'à convoquer les acteurs pour leur réclamer un rappel de cotisations, qu'il n'obtiendra pas.

#### Husbands, rencontre avec Peter Falk et Ben Gazzara

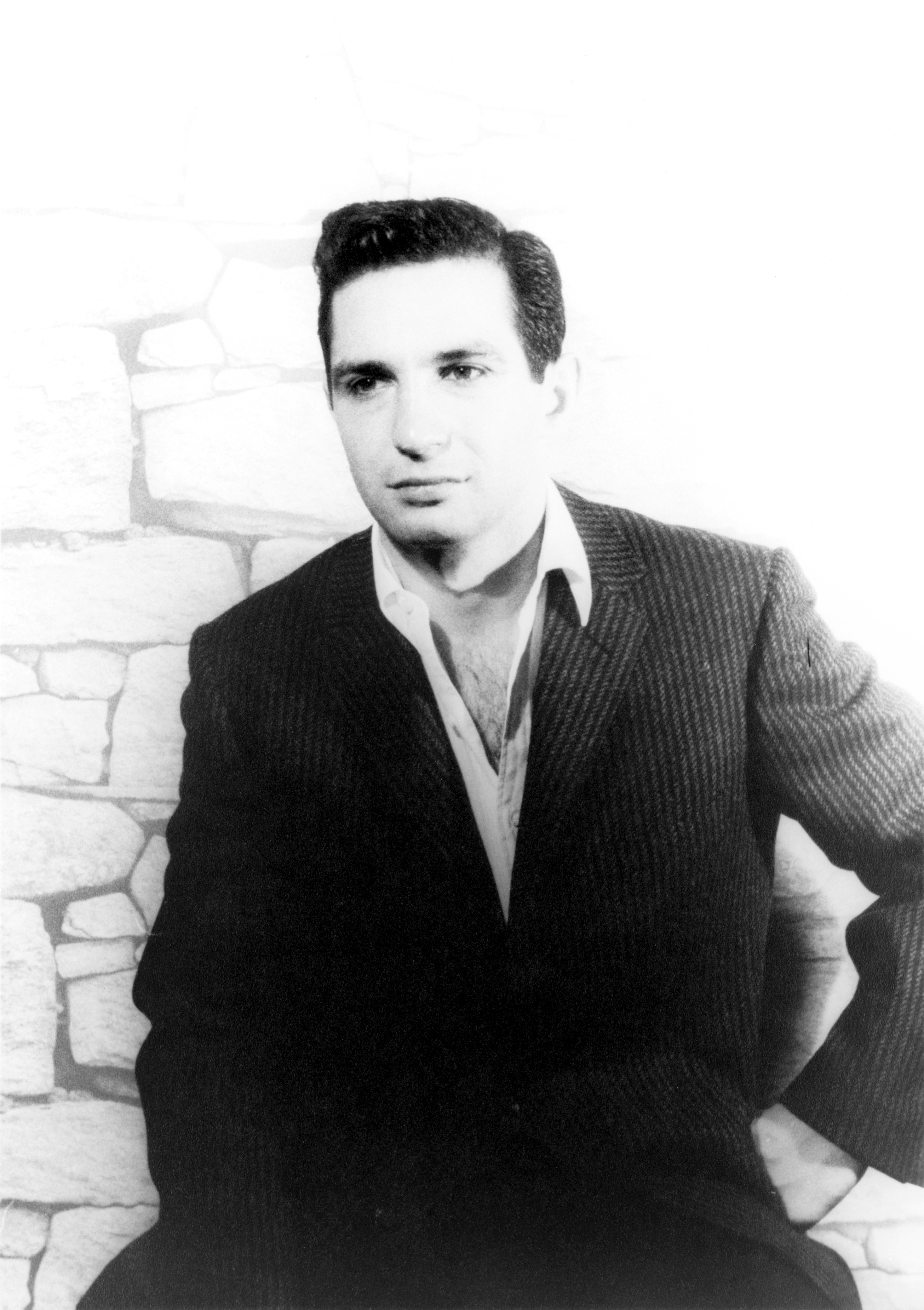
Portrait de Ben Gazzara par Carl Van Vechten (1953). L'acteur se lie d'amitié avec Cassavetes lors du tournage de Husbands. Il jouera encore sous sa direction dans Meurtre d'un bookmaker chinois et dans Opening Night.

Le film suivant, Husbands, est le premier film en couleurs de Cassavetes. Pour cette production, le réalisateur bénéficie de financements importants d'un mécène italien, Bino Cirogna, un homme d'affaires qui admire son travail et qu'il rencontre à l'occasion du tournage des Intouchables de Giuliano Montaldo, à Rome en 1968. Il y campe un parrain de la mafia sorti de prison. Il partage l'affiche avec Peter Falk qu'il convainc par la même occasion de jouer dans Husbands. Il contacte par la suite Ben Gazzara dont la carrière a croisé la sienne à plusieurs reprises. L'homme apprécie les films de son confrère et a eu l'occasion de lui en faire part. Lors d'un dîner dans un restaurant de New York, Cassavetes lui parle de Husbands et l'acteur accepte d'y jouer. Le réalisateur quant à lui incarne un troisième personnage. Tous trois se retrouvent à Rome où Ben Gazzara est en tournage, et entament les répétitions.
Le tournage a lieu à Londres. Trois amis et pères de famille partent faire une escapade dans la capitale britannique. Loin de leurs foyers respectifs, dans une ambiance débridée, ils font la bringue dans les pubs et séduisent des jeunes filles. Le scénario fluctue au fur et à mesure de la production. Le réalisateur reprend plusieurs fois son script. Son attention est entièrement portée sur les comédiens. Il délaisse la technique à Victor J. Kemper encore novice. Quant au montage, éprouvé par sa précédente expérience de Faces, il le confie à Al Ruban. Les premières projections séduisent la Columbia qui achète les droits de distribution du film. Le réalisateur ne partage pas cet enthousiasme. Au grand dam du distributeur, il s'enferme un an pour en faire une nouvelle version. Tandis que la première était une comédie légère, centrée sur le personnage de Ben Gazzara, la version définitive remet les trois rôles principaux au même niveau et verse dans une tonalité plus dramatique.
En 1970, Cassavetes part à New York en compagnie de Seymour Cassel, pour la première de Husbands, il lui propose alors de faire un film sur le mariage. Abordé dans Faces et Husbands, au travers de la vie conjugale et ses égarements, il s'agit de traiter plus avant les raisons qui conduisent un homme et une femme au mariage dans l'Amérique contemporaine. Il écrit un script pour Seymour Cassel et Gena Rowlands ; ce sera une comédie. Les deux acteurs vont ainsi jouer une histoire d'amour entre deux individus qui envisagent de se marier sur le tard. La distribution comprend aussi la mère de Gena Rowlands qui interprète son propre rôle ainsi que celle de Cassavetes qui incarne la mère de Seymour Cassel. Universal accepte de produire le film intitulé Minnie et Moskowitz mais laisse au réalisateur toute liberté. Le film, rapidement tourné et monté, sort sur les écrans en 1971.

#### Autour de Gena Rowlands
Gena Rowlands, après Minnie et Moskowitz, va interpréter sous la direction de son mari, trois de ses rôles majeurs au cinéma et pour lesquels elle remporte de nombreuses et prestigieuses récompenses. Une femme sous influence, Opening night et Gloria sont voués à ses qualités de comédiennes. Le tournage d'Une femme sous influence démarre en 1971. Le film est auto-financé et, pour réunir un budget suffisant, John Cassavetes et Gena Rowlands vont hypothéquer leur propre maison. L'intrigue tourne autour d'un couple de la classe ouvrière américaine. Peter Falk incarne un homme simple qui travaille sur des chantiers, désarmé par les névroses de sa compagne jouée par Gena Rowlands. Le film est intégralement écrit. Le tournage dure treize semaines ; il se déroule dans l'ordre chronologique des scènes de façon à maîtriser la progression dramatique. Cassavetes n'hésite pas à recourir à de longs plans séquence pour capter tout le potentiel émotionnel du jeu des comédiens. Il multiplie les prises, variant les angles de vue pour chacune d'entre elles. Une certaine tension règne sur le plateau, le cinéaste et sa femme ont des échanges longs et parfois orageux sur le développement du film. Il s'achève à la fin de l'année 1972. Le cinéaste qui a le sentiment de tenir là un film de grande envergure, tient à contrôler sa distribution. Al Ruban et Seymour Cassel lui prêtent main-forte. La tâche est ardue et pendant deux ans, Une femme sous influence reste dans les boîtes.

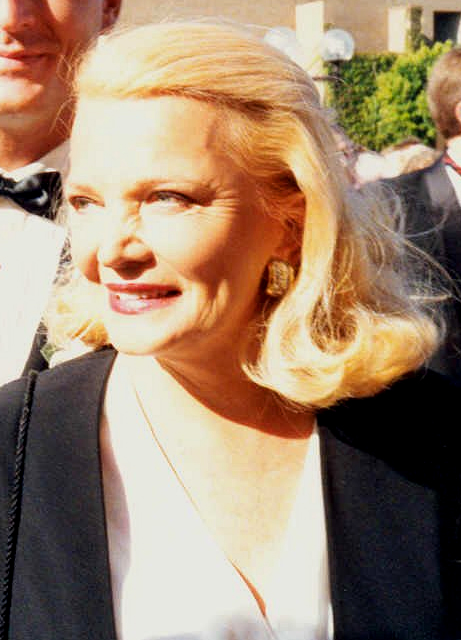
Gena Rowlands, ici en 1992. Épouse de John Cassavetes, elle interprète sous sa direction trois de ses plus grands rôles au cinéma.

Le film sort en 1974 et est un succès commercial. Il remporte aussi plusieurs prix. La performance de Gena Rowlands, plus particulièrement, est saluée par une nomination aux oscars et par un Golden Globe dans la catégorie meilleure actrice dans un film dramatique.
Cassavetes abandonne un temps l'Amérique sociale. Il contacte Ben Gazzara qui habite New York pour Meurtre d'un bookmaker chinois (1976), un polar en forme d'allégorie sur le combat permanent livré par le réalisateur pour faire valoir sa création. En dépit de la reconnaissance que le cinéaste avait tirée de sa précédente réalisation, l'œuvre subit un four aux États-Unis. La distribution en Europe est plus heureuse et permet tant bien que mal au réalisateur de rentrer dans ses frais. Il fait à nouveau appel à Ben Gazzara pour donner la réplique à son épouse dans Opening Night. Le film est en grande partie autofinancé à la suite des déboires de Meurtre d'un bookmaker chinois ; Cassavetes emprunte lui-même 1,5 million de dollars pour sa production. Gena Rowlands interprète une actrice de théâtre à qui l'on confie le rôle d'une femme qui a sa jeunesse derrière elle : The Second Woman. Ce rôle pèse sur l'actrice de théâtre ; elle se rend compte que c'est ainsi qu'on va dorénavant la regarder et elle s'y refuse. Le style de Cassavetes s'assouplit. Les plans serrés sont plus rares, le film donne plus de place à des plans d'ensemble. Il impose aussi des marques aux comédiens sous l'insistance de son chef-opérateur Al Ruban. L'interprétation de Gena Rowlands est une nouvelle fois célébrée par un Ours d'argent au festival de Berlin. Pour autant, le film ne trouve pas de distribution commerciale et s'avère un échec financier.
Le cinéaste en vient à faire un écart à sa ligne de conduite vis-à-vis des studios. Il écrit, sur commande de la MGM, le scénario de Gloria. C'est finalement la Columbia qui l'acquiert et qui le sollicite pour le réaliser. Cassavetes accepte pour se renflouer des deux revers successifs qu'il vient d'essuyer. C'est pourquoi il qualifie volontiers Gloria d'« accident ». En effet, le film sort du registre du cinéaste. Tout le travail est planifié, ce qui n'est pas dans les habitudes. D'ordinaire, le scénario fluctue, en fonction de l'évolution du film, les plans sont décidés au dernier moment. Il comporte aussi une part de suspense et d'action. Le registre intimiste est, lui, confiné dans la relation entre le personnage interprété par Gena Rowlands, et l'enfant qu'elle s'emploie à sauver des griffes de gangsters. Cassavetes renoue avec le succès. L'œuvre remporte un Lion d'or à la Mostra de Venise en 1980.

### Dernières créations: entre théâtre et cinéma
C'est peu avant la sortie de Gloria, en novembre 1980, que le cinéaste revient vers le théâtre, cette fois en tant qu'auteur et metteur en scène. Sa première pièce est intitulée East/West Games. Il dirige son fils, Nick Cassavetes, et l'actrice Sandy Martin. Nick Cassavetes est dans cette pièce un écrivain qui rédige un scénario pour Hollywood et qui doit faire face aux exigences des studios.

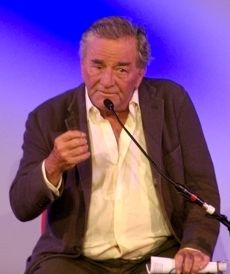
Peter Falk, ici en 2007. L'acteur, connu pour son interprétation du lieutenant Columbo, a joué plusieurs fois sous la direction de Cassavetes (Husbands, Une femme sous influence) auquel il voue une admiration certaine, jusqu'à exiger qu'il prenne la suite d'Andrew Bergman pour la réalisation de Big Trouble.

Cassavetes met ensuite en scène trois autres pièces qui forment une trilogie intitulée Three Plays of Love and Hate (Trois pièces d'amour et haine). Elles sont jouées en alternance de mai à juin 1981 au California Center Theatre de Los Angeles. La première d'entre elles est Knives, l'histoire d'un meurtre dans le milieu du spectacle. Peter Falk y joue le premier rôle. Les deux autres sont de l'auteur canadien Ted Allan : The Third Day Comes (avec Nick Cassavetes et Gena Rowlands) et Love Streams (avec Gena Rowlands et Jon Voight). La mise en scène théâtrale de Cassavetes ne semble pas beaucoup se distinguer de sa mise en scène cinématographique. Il adopte une démarche similaire vis-à-vis des acteurs.
Après avoir endossé un rôle dans Tempête de Paul Mazursky aux côtés de Gena Rowlands et Susan Sarandon, d'après une pièce de Shakespeare, Cassavetes reprend Love Streams en 1984 qu'il adapte pour le cinéma. Il interprète lui-même le rôle initialement incarné par Jon Voight qui s'est désisté. Produit par une société de production spécialisée dans les films d'action, la société Cannon, le film est tourné en 11 semaines. Les rapports avec la production ne sont pas très cordiaux, le producteur Menahem Golan n'a guère l'habitude du film d'auteur, il laisse cependant le final cut au réalisateur qui ne se prive pas d'en user. Love Streams se trouve combiner de nombreuses thématiques de ses précédents films : isolement affectif (Opening night, Too Late Blues), l'exutoire dans la fête (Husbands), la faillite conjugale (Faces)…
À cette époque, la santé du réalisateur commence déjà sérieusement à se détériorer. Il a développé une accoutumance à l'alcool qui le mène à la cirrhose. Habitude conviviale dont on perçoit d'ailleurs les résonances dans ses films, elle mine Cassavetes à la fin de sa vie. C'est malade qu'il prend le relais d'Andrew Bergman à la réalisation de Big Trouble (1985), à la demande de son acteur principal, Peter Falk. La comédie qu'il mène à son terme n'est pas une bonne expérience ; elle sera néanmoins sa dernière œuvre pour le cinéma.
En mai 1987, il monte au théâtre une pièce de sa composition, A Woman of Mystery. À l'origine, Cassavetes envisageait d'en faire un film, mais sous la pression de ses proches qui ne veulent pas le voir se fatiguer, il se replie pour la scène. L'histoire se déroule en trois actes : une sans-abri (Gena Rowlands) croise et recroise des personnages en mal d'affection ainsi que des figures de son passé. Ses rencontres remettent en cause son isolement mais, rompue à la solitude, elle ne parvient plus à se sociabiliser. La pièce est donnée quinze jours au Court Théâtre de West Hollywood, une petite salle contenant une soixantaine de places. Il se met ensuite à écrire plusieurs scénarios dont Beguin the Beguine pour Ben Gazzara, une suite de Gloria et révise le script de She's So Lovely pour Sean Penn qui est en définitive réalisé par son fils, Nick Cassavetes, dix ans plus tard.
En février 1989, il meurt à 59 ans des suites de sa cirrhose.

## Analyse de son style

### Processus créatif
L'homogénéité du processus créatif dans la carrière de John Cassavetes est un de ses traits notables, à telle enseigne qu'on a pu parler de « méthode ». À quelques exceptions près, en effet, il procède de la même manière pour chacune de ses productions.

#### L'acteur roi
L'axe principal du processus créatif du cinéaste est l'interprétation. L'acteur est au centre du travail de réalisateur de John Cassavetes. Il s'applique à créer autour de lui une atmosphère propice à épanouir son jeu dont le but est de l’amener à se mettre au diapason de son personnage, à évoluer spontanément dans sa peau. Sur le plateau de tournage, le cinéaste peut ainsi consacrer de longues heures aux répétitions avant de mettre en branle l’équipe technique. L’acteur doit être à l’apogée du climax qu’il s’est employé à exhorter.
De nombreux acteurs font leurs premiers pas dans ses films : Seymour Cassel, Lynn Carlin, Laura Johnson... L'approche d'un amateur pourra garantir un renouvellement et une remise en cause des approches professionnelles. Autre particularité, le cinéaste veille dès Shadows à la liberté de mouvement des comédiens. Il libère le jeu des astreintes du cadre. Il lui laisse aussi la marge nécessaire pour au besoin modifier les dialogues, faire évoluer le personnage qu’il incarne jusqu'à emmener le film dans des directions qui n'étaient pas préétablies. Pour autant, il ne laisse pas à l'acteur une liberté totale. Si Shadows est en grande partie improvisé et est d'ailleurs née d'une improvisation, les films suivants font peu appel à l'improvisation.
La technique est aussi au service de l'acteur. John Cassavetes dira volontiers qu'elle lui importe peu et que c'est à elle de se soumettre aux comédiens et non l'inverse. Il se reproche d'ailleurs d'« être tombé amoureux de la caméra » lors de la production de Shadows qui est son seul film où apparaissent des tentatives de compositions photographiques. John Cassavetes désire s'affranchir d'un langage cinématographique dont le cadre est l'élément prédominant et directeur : « Je déteste l'idée qu'un film soit fait par le cadre ou la caméra. Je n'ai jamais vu une bonne scène qui ne soit bonne quel que soit l'angle de la caméra . »

#### Spontanéité
John Cassavetes recherche constamment la spontanéité : « Tout dans un film doit trouver son inspiration dans l'instant . Le cinéaste encourage les techniciens à prendre des initiatives et faire preuve d'autonomie, de la même manière que pour les comédiens. »
Le plan de travail n'est pas préétabli. Il se fait, dans la spontanéité, au jour le jour, au gré des scènes à tourner. La liberté de mouvement des acteurs implique de prendre certaines dispositions techniques. Les séquences sont tournées avec plusieurs caméras qui sont équipées de longues focales, de façon à pouvoir suivre au mieux les comédiens. La caméra est la plupart du temps portée pour mieux les accompagner. Le réalisateur exige des techniciens une disponibilité maximum. Ils peuvent être sollicités à tout moment pour mettre en route la caméra alors même que les acteurs sont en train de répéter une séquence et ignorent qu'ils sont filmés. La prise de vue peut ainsi démarrer dans une scène en cours et ne s'arrêter que lorsque la pellicule arrive à son terme. C'est aussi cette fluidité propre à sa manière de travailler qui a empêché John Cassavetes de s'accommoder des impératifs financiers et administratifs des studios, et provoquer la rupture avec l'industrie cinématographique américaine.

#### Intimité
C’est dans l’intimité que John Cassavetes crée ses films ou met en scène ses pièces de théâtre. Il s’entoure la plupart du temps de ses proches, techniciens (Al Ruban, Sam Shaw...) ou acteurs (Gena Rowlands, sa femme, Nick Cassavetes, son fils, Seymour Cassel, Ben Gazzara, Peter Falk...). Il ira jusqu’à diriger sa propre mère, dans trois films, et celle de Gena Rowlands dans Minnie et Moskowitz. Il pioche dans ce cercle rapproché des ressources artistiques, du début à la fin de sa carrière. Les tournages eux-mêmes se déroulent au sein du foyer familial. Faces et Une femme sous influence sont tournés dans la maison du couple Cassavetes-Rowlands.
Les sujets de ses films n’excèdent pas davantage le cadre de l’intimité. Lorsque John Cassavetes lance son appel de fonds à la radio pour financer Shadows, il déclare : « Si les gens veulent vraiment voir des films sur des gens, ils devraient contribuer . » La dramaturgie est au diapason de ce que vivent les « gens ». Ses personnages n'évoluent pas dans la marginalité, bien au contraire. John Cassavetes filme la classe moyenne américaine et s'intéresse à ses préoccupations au quotidien. Son regard sur cette classe sociale n'est d'ailleurs pas idéologique, ni sociologique. Ses films n'ont pas davantage valeur de stigmatisation. Ils témoignent simplement des sentiments, des faiblesses des protagonistes. L'intrigue est guidée par les circonstances ordinaires, intimes aux personnages. Mariage, infidélité, divorce, amitié, deuil... autant d'évènements ordinaires, à l'échelle de ses personnages. La famille est ainsi un propos récurrent du réalisateur. Tantôt il s’agira du couple (Faces, Minnie et Moskowitz...), tantôt il s’agira du foyer (Une femme sous influence). Quand les personnages n’évoluent pas dans leur milieu familial, ils le recréent et s’inscrivent dans une communauté, dans un clan où les liens sont – sinon similaires – au moins aussi étroits entre les protagonistes. Dans Shadows, notamment, les personnages de Lelia, Ben et Hugh se disent une famille. De même, dans Meurtre d'un bookmaker chinois, Cosmo Vitelli noue des liens qui ont un caractère quasi-familial avec ses employés.

#### Expression corporelle
« Il y a chez Cassavetes, plus que chez n'importe quel cinéaste moderne, une littéralité absolue du corps comme mode de figuration et surtout comme présence existentielle. » Dans ses films, le corps joue un rôle prédominant en termes d'expression. Ce que le personnage ne peut dire est souvent exprimé par le mouvement du comédien. Une femme sous influence est un film qui repose pour une grande partie sur la gestuelle hystérique de son personnage Mabel, interprété par Gena Rowlands. À la fois rejet de l'autre, de ses propos (Mabel contre la famille de Nick, joué par Peter Falk) ou recherche d'amour, voire trop-plein d'amour, extase (Mabel organisant une fête avec les enfants qui dégénère à cause de son enthousiasme affectif débordant), le corps de l'actrice passe par une pléiade de postures et de gestes qui expriment au-delà des dialogues la détresse, la joie ou le désir de son personnage.
Le corps est aussi un mode de communication. Les contacts corporels sont courants. Les personnages s’embrassent, se prennent à bras le corps, se battent. Souvent placés dans des situations extrêmes, les personnages sont rendus à dialoguer avec leur corps. Dans une longue séquence de Faces, Chet (Seymour Cassel) s'emploie à réanimer Maria (Lynn Carlin) qui vient de tenter de se suicider aux barbituriques, en la portant, en la prenant dans ses bras, en la faisant danser. Dans Love Streams, Robert (John Cassavetes) se pique de visiter son ex-femme et voir son fils, il est rossé par le nouvel époux et, gisant sur le trottoir, son fils vient l'enlacer. Le contact est recherché, voire provoqué par les protagonistes. Son absence est d'autant plus intolérable. La scène de réanimation de Faces est suivie du retour du mari de Maria (John Marley), l'absence de tout contact entre les deux époux contraste amèrement avec le sauvetage de Chet.

### Influence et postérité

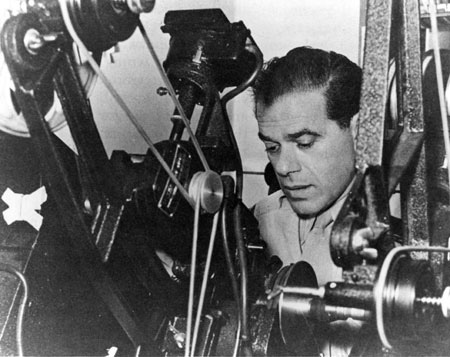
Frank Capra, « le plus grand cinéaste de tous les temps » selon John Cassavetes.

John Cassavetes n'a jamais véritablement revendiqué de filiation. Il admire Frank Capra parce que ses films montrent « la beauté des gens qui ont encore une espèce d'espoir et de dignité quel que soit le milieu dont ils sortent » mais sa démarche est fondamentalement différente. Capra est d'abord d'une autre génération, celle du rêve américain et de l'idéalisme tandis que John Cassavetes adopte une vision réaliste, avec des personnages qui ont un confort matériel et qui doivent faire face à leur nature, au modèle de société qui leur est imposé. Il cite à l'occasion Carl Theodor Dreyer (avec qui il avait l'ambition de faire un film) ainsi que le cinéma italien néoréaliste. Son parcours dans la télévision américaine des années cinquante aura une certaine influence sur ses méthodes de travail. Toutes ces références n'ont cependant que des relations très indirectes avec le cinéma de Cassavetes.

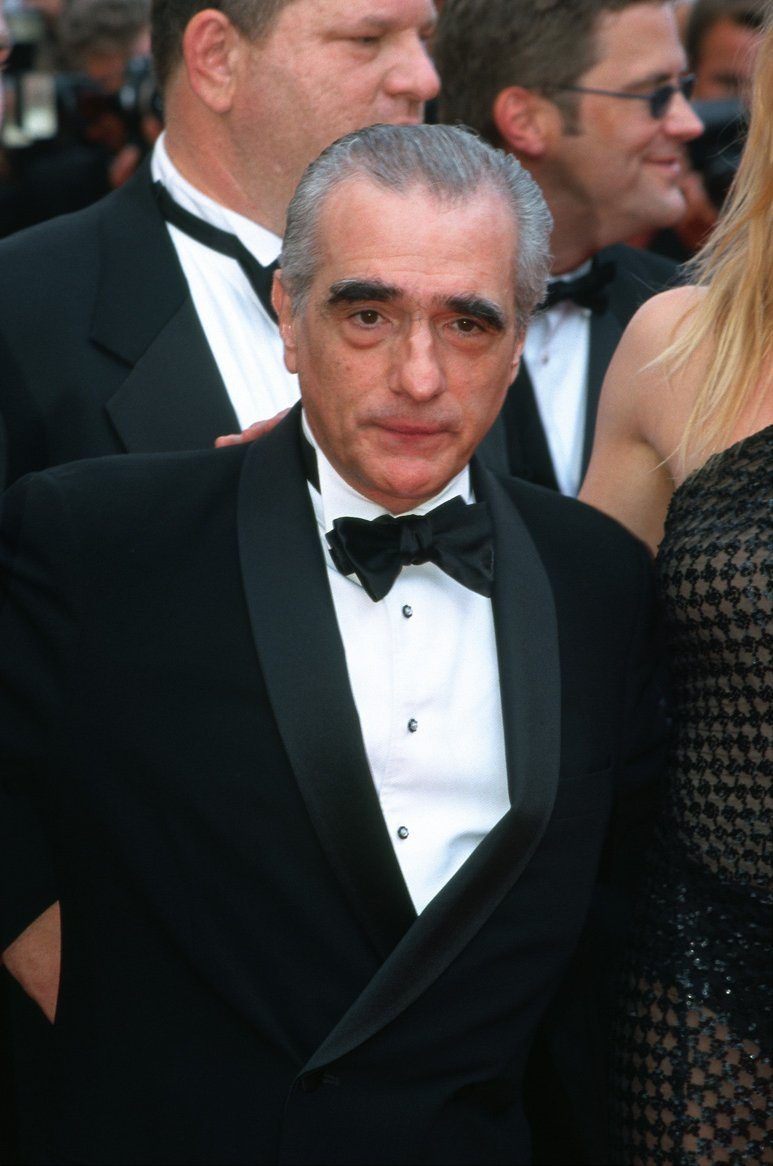
Le cinéma de John Cassavetes marque Martin Scorsese et la génération des cinéastes américains des années 1970.

C'est que le réalisateur s'inscrit davantage dans la rupture. Shadows a été conçu à New York, loin des studios, porté par un courant de cinéma indépendant fédéré par Jonas Mekas qui avait l'ambition d'échapper à une logique budgétaire en réalisant des films sans contraintes financières. Par la suite, et après son expérience hollywoodienne désastreuse, le cinéaste n'aura de cesse que de préserver son indépendance esthétique et financière. L'une et l'autre seront menées de front. Il réinjecte ses cachets d'acteur dans ses productions ; au besoin, il hypothèque sa maison. Peu de cinéastes auront fait preuve d'une telle détermination dans leur démarche créative. La plupart des réalisateurs reconnus pour leur liberté d'esprit (Arthur Penn, Robert Aldrich, Martin Scorsese...), une fois entrés dans le système hollywoodien ne le quitteront pas.
L'œuvre de John Cassavetes ne sera véritablement connue du public que sur le tard, probablement en raison de la distribution laborieuse de ses films de son vivant. Néanmoins, d'une manière générale, la critique s'accorde à reconnaître le talent du cinéaste dès ses premiers pas dans la réalisation. La singularité de sa démarche n'est pas d'ailleurs sans provoquer la controverse. On a pu lui reprocher notamment de ressasser le thème rebattu du mal de vivre ce qui pour d'autres, dénote plutôt l'attachement quasi-obsessionnel du réalisateur à dépeindre l'infirmité physique ou morale de ses personnages et le comportement qui en découle.
En tout état de cause, John Cassavetes laisse son empreinte dans l'histoire du cinéma américain. Son indépendance, en particulier, qui se manifeste dès ses premiers films Shadows et Faces, sera perçue aux États-Unis comme une formidable ouverture pour la génération de cinéaste qui va suivre. Martin Scorsese, par exemple, le sollicitera personnellement pour le guider dans ses premiers pas dans le cinéma.
Certains réalisateurs s'essaieront, par ailleurs, à son style en guise d'hommage. Pedro Almodóvar, notamment, s’inspire ouvertement d’Opening night dans Tout sur ma mère (Todo sobre mi madre, 1999). L'ombre de Cassavetes plane également sur Maris et Femmes (Husbands and wives, 1992) de Woody Allen. De façon plus profonde, les œuvres de Maurice Pialat ne sont pas sans rapport avec celles de John Cassavetes. Les deux réalisateurs partagent le goût de l'indépendance mais aussi une direction d'acteur portée sur le jeu corporel de l'interprète. Enfin, Jean-François Stévenin se revendique, quant à lui, ouvertement dans sa continuité.

## Filmographie

### Réalisateur

#### Longs métrages
- 1959 : Shadows
- 1961 : La Ballade des sans-espoir (Too Late Blues)
- 1963 : Un enfant attend (A Child Is Waiting)
- 1968 : Faces
- 1970 : Husbands
- 1971 : Minnie et Moskowitz ou Ainsi va l'amour (Minnie and Moskowitz)
- 1974 : Une femme sous influence (A Woman Under the Influence)
- 1976 : Meurtre d'un bookmaker chinois (The Killing of a Chinese Bookie)
- 1977 : Opening Night
- 1980 : Gloria
- 1984 : Love Streams ou Torrents d'amour
- 1985 : Big Trouble

#### Séries télévisées
- 1959 : Meurtre en do majeur (Murder for Credit), Le Prédicateur (Evil) et Un coin de paradis (A Piece of Paradise) - épisodes de Johnny Staccato
- 1960 : La rivière sombre Rawhide (saison 3 épisode 19)
- 1960 : Le Faussaire a les nerfs (Night of Jeopardy) et Solomon - épisodes de Johnny Staccato
- 1962 : A Pair of Boots et My Daddy Can Lick Your Daddy - épisodes de The Lloyd Bridges Show
- 1966 : In Pursuit of Excellence - épisode de Bob Hope Presents The Chrysler Theatre
- 1972 : Symphonie en noir (Étude in Black) - épisode de Columbo, saison 2, non crédité, coréalisé avec Peter Falk (non crédité) et Nicholas Colasanto

### Acteur

#### Longs métrages
- 1951 : 14 Heures (Fourteen Hours) de Henry Hathaway
- 1953 : Taxi de Gregory Ratoff
- 1955 : Nuit de terreur (The Night Holds Terror) d’Andrew L. Stone
- 1956 : Face au crime (Crime in the Streets) de Don Siegel
- 1957 : Rendez-vous à La Havane (Affair in Havana) de László Benedek
- 1957 : L'Homme qui tua la peur (Edge of the city) de Martin Ritt
- 1958 : Libre comme le vent (Saddle the Wind) de Robert Parrish
- 1959 : Virgin Island de Pat Jackson
- 1961 : La Ballade des sans-espoir (Too Late Blues) de John Cassavetes
- 1961 : The Webster Boy de Don Chaffey
- 1963 : Un enfant attend (A Child Is Waiting) de John Cassavetes
- 1964 : À bout portant (The Killers) de Don Siegel
- 1967 : Les Anges de l'enfer (Devil’s Angel) de Daniel Haller
- 1967 : Les Corrupteurs (Sol Madrid) de Brian G. Hutton, quelques jours de tournage, puis remplacé par Rip Torn
- 1967 : Les Douze Salopards (The Dirty Dozen) de Robert Aldrich : Victor P. Franko
- 1968 : Alexander the Great de  Phil Karlson (téléfilm)
- 1968 : Rome comme Chicago (Roma come Chicago) d’Alberto De Martino
- 1968 : Rosemary's baby de Roman Polanski : Guy Woodhouse
- 1968 : Les Intouchables (Gli Intoccabili) de Giuliano Montaldo : Hank McCain
- 1969 : Mardi, c’est donc la Belgique (If It's Tuesday, This Must Be Belgium) de Mel Stuart
- 1970 : Husbands de John Cassavetes
- 1971 : Minnie et Moskowitz (ou Ainsi va l’amour) de John Cassavetes
- 1974 : Capone de Steve Carver
- 1976 : Mikey and Nicky de Elaine May
- 1976 : Un tueur dans la foule (Two-Minute Warning)  de Larry Peerce
- 1977 : A Very Special Place de Richard Donner (téléfilm)
- 1978 : Opening Night de John Cassavetes
- 1978 : La Cible étoilée (Brass Target) de John Hough
- 1978 : Furie (The Fury)  de Brian De Palma : Ben Childress
- 1979 : Flesh and Blood de Jud Taylor (téléfilm)
- 1981 : C'est ma vie, après tout !  (Whose Life Is It Anyway?) de John Badham
- 1982 : The Haircut de Tamar Simon Hoffs (court-métrage)
- 1982 : Incubus (The Incubus) de John Hough
- 1982 : Tempête (Tempest) de Paul Mazursky
- 1983 : Marvin and Tige d’Eric Weston
- 1983 : Fräulein Berlin de Lothar Lambert
- 1984 : Love Streams (ou Torrents d’amour) de John Cassavetes
- 1985 : King Kongs Faust de Heiner Stadler

#### Séries télévisées
- 1954 : Robert Montgomery Presents
- 1954-1955 : Danger - épisodes : Lonesome Road (1954), Wire Tap (1955) et No Passport for Death (1955)
- 1955 : Kraft Television Theater
- 1955 : The Elgin Hour
- 1955 : Armstrong Circle Theatre
- 1955 : The Philco Television Playhouse
- 1955 : Goodyear Television Playhouse
- 1956 : The United States Steel Hour
- 1956 : Alfred Hitchcock présente (Allred Hitchcock presents) - épisode : You Got to Have Luck
- 1956 : Appointment with Adventure - épisode : All Through the Night
- 1956 : 20th Century-Fox Hour
- 1956 : Climax! - épisodes : No right to kill et Savage portrait
- 1957 : Playhouse 90
- 1958 : Alcoa Theatre
- 1958 : Pursuit - épisode : Calculated Risk
- 1959 : General Electric Theater
- 1959 : Lux Playhouse
- 1959 : Decoy - épisode : Across the World
- 1959-1960 : Johnny Staccato (rôle vedette et réalisation de certains épisodes)
- 1961 : Rawhide  saison 3 - épisode 19 : Incident near Gloomy River - Cal Fletcher
- 1962 : The Lloyd Bridges Show
- 1962 : Le Jeune Docteur Kildare (Dr. Kildare) - épisode : The Visitors
- 1963 : Channing - épisode : Message from the Tin Room
- 1963 : Breaking Point - épisode : There Are the Hip, and There Are the Square
- 1964 : Suspicion (The Alfred Hitchcock Hour)
- 1964-1965 : Burke's Law - quatre épisodes (Who Killed Hamlet ?, Who Killed the Grand Piano ?, Who Killed Don Pablo ? et Who Killed Annie Foran ?)
- 1965 : Profiles in Courage - épisode : John Peter Altgeld
- 1965 : Haute Tension (Kraft Suspense Theater) - épisode : Le monde n'est pas si triste (Won't it Ever Be Morning?)
- 1965 : Combat ! (Combat!) - épisode : S.I.W.
- 1965 : The Legend of Jesse James - épisode : The Quest
- 1965 : Voyage au fond des mers (Voyage to the Bottom of the Sea) - épisode 9, saison 2 : Le Pacificateur (The Peacemaker)
- 1965-1966 : Bob Hope Presents the Chrysler Theatre
- 1966 : Le Virginien (The Virginian) - épisode : Long Ride to Wind River
- 1966 : The Long, Hot Summer - épisode : The Intruders
- 1972 : Columbo : Symphonie en noir (Étude in black) (série TV) : Alex Benedict

## Distinctions

### Récompenses
- Mostra de Venise 1960 : Lauréat du Prix Pasinetti pour Shadows (1959).
- 1969 : National Society of Film Critics Awards du meilleur scénario Faces (1968).
- Festival international du film de Saint-Sébastien 1975 : Lauréat du Prix OCIC pour Une femme sous influence (A Woman Under the Influence) (1974) et Coquille d'argent du meilleur acteur pour Une femme sous influence (A Woman Under the Influence) (1974).
- Mostra de Venise 1980 : Lauréat du Prix Lion d'or pour Gloria (1980).
- Berlinale 1984 : Ours d'or du meilleur film pour Love Streams (1984) et prix FIPRESCI pour Love Streams (1984).
- Syndicat national des journalistes cinématographiques italiens 1984 : Lauréat du Prix Rubans d'argent du meilleur acteur pour Love Streams (1984).
- Los Angeles Film Critics Association Awards 1986 : Lauréat du Prix de l'ensemble de l'œuvre.

### Nominations
- BAFTA 1961 : BAFTA du meilleur film (Shadows).
- 40e cérémonie des Oscars : Meilleur second rôle (Les Douze Salopards).
- Golden Globes 1968 : Meilleur second rôle (Les Douze Salopards).
- Laurel Awards 1968 : Meilleur second rôle (Les Douze Salopards).
- Laurel Awards 1968 : Meilleur réalisateur.
- Mostra de Venise 1968 : Compétition (Faces).
- 41e cérémonie des Oscars : Meilleur scénario (Faces).
- Golden Globes 1971 : Meilleur scénario (Husbands).
- Writers Guild of America 1969 : Meilleur drame (Faces).
- Laurel Awards 1971 : Meilleur réalisateur.
- Writers Guild of America 1975 : Meilleure comédie (Minnie et Moskowitz).
- 47e cérémonie des Oscars : Meilleur réalisateur (Une femme sous influence).
- Golden Globes 1975 : Meilleur réalisateur, meilleur scénario (Une femme sous influence).
- Writers Guild of America 1975 : Meilleur drame (Une femme sous influence).
- Berlinale 1978 : Compétition (Opening Night).
- Emmy Awards 1980 : Meilleur second rôle (Flesh and Blood, téléfilm).

### Autres
- National Film Registry 1990 : Sélection d'Une femme sous influence pour conservation à la Bibliothèque du Congrès américain.
- National Film Registry 1993 : Sélection de Shadows pour conservation à la Bibliothèque du Congrès américain.

## Voix françaises
En France, Jacques Thébault a doublé John Cassavetes dans Les Douze Salopards, Rosemary's Baby, Columbo : Symphonie en noir (téléfilm), La Cible étoilée, Furie et Incubus. Marc Cassot l'a doublé dans Libre comme le vent, Rome comme Chicago et Un tueur dans la foule. Occasionnellement, Cassavetes a été doublé par Roger Rudel dans À bout portant, Serge Sauvion dans Les Intouchables puis Michel Gudin dans Capone.

#### Ouvrages
- Odeon Abbal, Olivier Assayas, Michel Butel, Ray Carney, Annick Delacroix, Pascal Gasquet, Stéphane Eynard, Pierre Pitiot, Martin Valente, John Cassavetes, éditions LettMotif, Coll. Regards sur, 2010, 120 pages,  (ISBN 9782919070121)
- Nicole Brenez, Shadows de John Cassavetes, étude critique, Coll. Synopsis, Nathan Université, mars 2006  (ISBN 2091909890)
- Ray Carney, Shadows, British Film Institute,  (ISBN 0851708358)
- Ray Carney, John Cassavetes : Autoportraits, Cahiers du Cinéma, 1992, 192 p. (ISBN 2866421299).
- John Cassavetes, Ray Carney, Sam Shaw (photos), Larry Shaw (photos), Autoportraits, Les Cahiers du cinéma, Paris, 1992  (ISBN 2866421299)
- Maurice Darmon : Pour John Cassavetes, Le Temps qu'il fait, 2011.
- Laurence Gavron et Denis Lenoir, Cassavetes, Rivages/Cinéma, 1995 (ISBN 2869309120).
- Doug Headline, John Cassavetes, portraits de famille, Ramsay, Coll. Poche Cinéma, avril 1999,  (ISBN 2841140164)
- Thierry Jousse, John Cassavetes, Paris, Editions de l'étoile / Cahiers du Cinéma, coll. « Auteurs », 1989, 162 p. (ISBN 2-86642-081-0).
- Gilles Mouëllic, Jazz et cinéma, Collection Essais / Cahiers du cinéma, 2000,  (ISBN 2866422600). Quatre chapitres sont consacrés à Shadows, p. 80–182.
- Sophie Soligny, L'Impossible Monsieur Cassavetes, Editions Séguier, 2019,  (ISBN 9782840497745).
- Ray Carney (trad. François Raison), Cassavetes par Cassavetes, Capricci, 544 p. Voir Jacques Mandelbaum, « L’émotion John Cassavetes », Le Monde,‎ 11 décembre 2020, p. 1 (Le Monde des livres).

#### Presse
- Madeleine Garrigou-Lagrange, « Vérité au cinéma et cinéma-vérité. Cassavetes ou la collaboration », Téléciné no 105, Paris, Fédération des Loisirs et Culture Cinématographique (FLECC), juin-juillet 1962,  (ISSN 0049-3287)
- Les Cahiers du cinéma Spécial Cassavetes no 417, mars 1989 :
  - Serge Toubiana, L'Amérique après J.C., p. 3 ;
  - Thierry Jousse, La force de vie, p. 6 ;
  - Martin Scorsese, John Cassavetes, mon mentor, p. 17 ;
  - Ben Gazzara, propos recueillis et traduits par Bérénice Reynaud, Entre acteurs, p. 18 ;
  - Seymour Cassel, propos recueillis par André S. Labarthe, Anneliese Varaldiev, Bill Krohn et Joelle Bentolila, traduit par Serge Grünberg, Tous les acteurs, comme des stars, p. 20 ;
  - Al Ruban, propos recueillis et traduits par Bérénice Reynaud, Tout plus le reste, p. 23 ;
  - Larry Kardish, Cassavetes, une aventure américaine, p. 25 ;
  - Jean-François Stévenin, L'envie d'avoir envie, p. 27 ;
  - Bill Krohn, Cassavetes et le théâtre (post-scriptum), p. 30.
- Cahiers du cinéma no 119,  :
- John Cassavetes, « Derrière la caméra », Cahiers du cinéma, no 119,‎ mai 1961, p.1.
- Louis Marcorelles, « L'expérience Shadows », Cahiers du cinéma, no 119,‎ mai 1961, p.8.
- Noël Simsolo, « Note sur le cinéma de John Cassavetes », Cahiers du cinéma, no 288,‎ mai 1978, p.67.
- « Interview de John Cassavetes », Playboy magazine,‎ juillet 1971, p.55.
- Johnathan Farren, « John Cassavetes », Cinéma 77, no 218,‎ février 1977, p.20.
- Bill Krohn, Douglas Brodoff, traduit par Serge Grünberg, La guerre selon Cassavetes, Cahiers du cinéma no 482, juillet/août 1994, p. 6.
- Thierry Jousse, Un après-midi d'octobre 1958, Mingus improvise avec Cassavetes, Cahiers du cinéma, numéro spécial, 100 journées qui ont fait le cinéma, janvier 1995, p. 81.

#### Documentaires
- 1969 : John Cassavetes d’André S. Labarthe et Hubert Knapp dans la collection « Cinéastes de notre temps »
- 1983 : I'm Almost Not Crazy… John Cassavetes : The Man and His Work de Michael Ventura
- 1990 : Hollywood Mavericks de Florence Dauman et Gale Ann Stieber
- 1993 : Anything for John de Doug Headline et Dominique Cazenave
- 1994 : John Cassavetes: To Risk Everything to Express It All de Rudolf Mestdagh
- 2001 : A Constant Forge: The Life and Art of John Cassavetes de Charles Kiselyak